# Benjamin Clementine
Benjamin Sainte-Clementine (ur. 7 grudnia 1988 w Londynie) – brytyjski muzyk, pianista, piosenkarz, kompozytor i autor tekstów piosenek.

## Kariera
W 2012 wyjechał z Wielkiej Brytanii do Paryża w celu poszukiwania artystycznych inspiracji. Początkowo grywał w paryskim metrze, wykonując swoje interpretacje utworów artystów, takich jak np. James Brown, Bob Marley czy Nina Simone. Na jednym z pokazów został dostrzeżony przez pracowników wytwórni Ekleroschock, którzy zaprosili go do współpracy. W 2013 wydał pierwszą EP-kę, zatytułowaną Cornerstone, a rok później – drugi minialbum pt. Glorious You.
Na początku 2015 wydał pierwszy solowy album studyjny, zatytułowany At Least for Now. W lutym po raz pierwszy wystąpił w Polsce na minikoncercie organizowanym przez Program Trzeci Polskiego Radia w Muzycznym Studiu im. Agnieszki Osieckiej. W czerwcu wystąpił na Orange Warsaw Festival.
15 września 2017 wydał swój drugi album studyjny, zatytułowany I Tell a Fly.

## Dyskografia
Albumy studyjne
- At Least for Now (2015)
- I Tell a Fly (2017)
- And I Have Been (2022)

Minialbumy (EP)
- Cornerstone (2013)
- Glorious You (2014)

Single
- 2013 – „Cornerstone”
- 2013 – „London”
- 2013 – „I Won’t Complain”
- 2014 – „Condolence”
- 2015 – „Nemesis”